# Віктор Гірлендер
Віктор Гірлендер (нім. Viktor Hierländer, 7 червня 1900, Відень — 20 січня 1982) — австрійський футболіст, що грав на позиції нападника. По завершенні ігрової кар'єри — тренер.
Виступав, зокрема, за клуби «Флорідсдорфер» та «Аустрія» (Відень), а також національну збірну Австрії.
Триразовий чемпіон Австрії і триразовий володар Кубка Австрії (як гравець). Чемпіон Польщі і дворазовий чемпіон Австрії (як тренер).

## Клубна кар'єра
У дорослому футболі дебютував 1914 року виступами за команду клубу «Флорідсдорфер». У 1918 році виборов з командою єдиний в історії клубу титул чемпіона Австрії, зігравши у тому сезоні 11 матчів, у яких відзначився голом 5 разів. «Флорідсдорфер» набрав 24 очка і випередив «Рапід» лише за додатковими показниками.
Згодом з 1919 по 1922 рік грав у команді «Фюрт». У 1920 році дістався з командою до фіналу національного чемпіонату. Загалом у фінальному турнірі Гірлендер забив 4 голи і став одним з трьох найкращих бомбардирів турніру. У фіналі «Фюрт» поступився найсильнішій німецькій команді того часу «Нюрнбергу» з рахунком 0:2. Також грав у складі німецьких команд «Швабен Аугсбург» та «Баварія». У складі «Швабен Аугсбург» був переможцем кубка Південної Німеччини у 1922 році.
Посеред сезону 1923—1924 приєднався до команди «Аустрія» (Відень), у складі якої одразу став чемпіоном країни і володарем кубку 1924 року. У кубковому фіналі забив три голи у результативному матчі з командою «Слован», що завершився перемогою «Аустрії» з рахунком 8:6. Причому 6 голів з 14 команди забили у додатковий час, два з яких на рахунку Гірлендера. У наступні два сезони також ставав володарем кубка Австрії і ще одного разу чемпіоном Австрії. У першості 1926 року Віктор, виступаючи на позиції центрального нападника, забив 22 голи, посівши друге місце у списку найкращих бомбардирів сезону, поступившись лише одноклубнику Густаву Візеру, на рахунку якого 25 голів.
З наступного сезону на позиції центрального нападника Гірлендера витіснив Маттіас Сінделар. З 1927 року Віктор захищав кольори команди клубу «Нью-Йорк Джантс». Завершив професійну ігрову кар'єру у клубі «Вінер АК», за команду якого виступав протягом 1927—1928 років.

## Виступи за збірну
1925 року дебютував в офіційних матчах у складі національної збірної Австрії у грі проти збірної Бельгії, що завершилась перемогою австрійців з рахунком 4:3. Відзначився забитим голом, як в наступній грі проти збірної Чехословаччини (2:0). Протягом кар'єри у національній команді провів у формі головної команди країни 5 матчів, забивши 3 гол
Грав у складі збірної Відня, зокрема, був учасником матчу проти збірної Парижу на початку 1928 року, що завершився перемогою віденців з рахунком 3:0.

## Кар'єра тренера
Розпочав тренерську кар'єру відразу ж по завершенні кар'єри гравця, 1928 року, очоливши тренерський штаб клубу «Краковія», з якому став переможцем чемпіонату Польщі.
1931 року став головним тренером команди «Янг Бойз», тренував бернську команду один рік. Протягом трьох років очолював єгипетську команду клубу «Ель-Олімпі» з міста Александрія. Двічі виборював з командою Кубок Єгипту
Згодом протягом 1935—1938 років очолював тренерський штаб клубу «Адміра» (Відень). Двічі приводив команду до перемоги у чемпіонаті 
1938 року прийняв пропозицію попрацювати у клубі Туреччина. Залишив збірну Туреччини 1940 року.
У 1952 році був головним тренером Аматорської збірної Австрії. Керував командою на Олімпійських іграх 1952 року.
З 1954 і по 1955 рік очолював тренерський штаб команди «Рапід» (Відень).
Останнім місцем тренерської роботи була Аматорська збірна Австрії, головним тренером якої Віктор Гірлендер був з 1966 по 1967 рік. В 1967 році став з командою переможцем аматорського кубка УЕФА. 
Помер 20 січня 1982 року на 82-му році життя.
| Дата       | Місто           | Господарі | Результат | Гості          | Турнір           | Голи | Примітки |
| ---------- | --------------- | --------- | --------- | -------------- | ---------------- | ---- | -------- |
| 13/12/1925 | Серен (Бельгія) | Бельгія   | 3 – 4     | Австрія        | товариський матч | 1    |          |
| 14/03/1926 | Відень          | Австрія   | 2 – 0     | Чехословаччина | товариський матч | 1    |          |
| 02/05/1926 | Будапешт        | Угорщина  | 0 – 3     | Австрія        | товариський матч | -    |          |
| 19/09/1926 | Відень          | Австрія   | 2 – 3     | Угорщина       | товариський матч | -    |          |
| 08/01/1928 | Брюссель        | Бельгія   | 1 – 2     | Австрія        | товариський матч | 1    |          |
| Усього     |                 | Матчів    | 5         |                | Голів            | 3    |          |

## Титули і досягнення

### Як гравця
- Чемпіон Австрії (3):

«Флорідсдорфер»: 1917–1918
«Аматор» (Відень): 1923–1924, 1925–1926
- Володар Кубка Австрії (3):

«Аматор» (Відень): 1923–1924, 1924–1925, 1925–1926
- Володар Кубка Південної Німеччини (1):

«Швабен Аугсбург»: 1922
- Фіналіст чемпіонату Німеччини (1):

«Швабен Аугсбург»: 1920

### Як тренера
- Чемпіон Польщі (1):

«Краковія»: 1930
- Володар Кубка Єгипту (2):

«Ель-Олімпі»: 1933, 1934
- Чемпіон Австрії (2):

«Адміра» (Відень): 1935–1936, 1936–1937